# Eurybia latifasciata
Eurybia latifasciata är en fjärilsart som beskrevs av William Chapman Hewitson 1869. Eurybia latifasciata ingår i släktet Eurybia och familjen Riodinidae. Inga underarter finns listade i Catalogue of Life.

## Bildgalleri

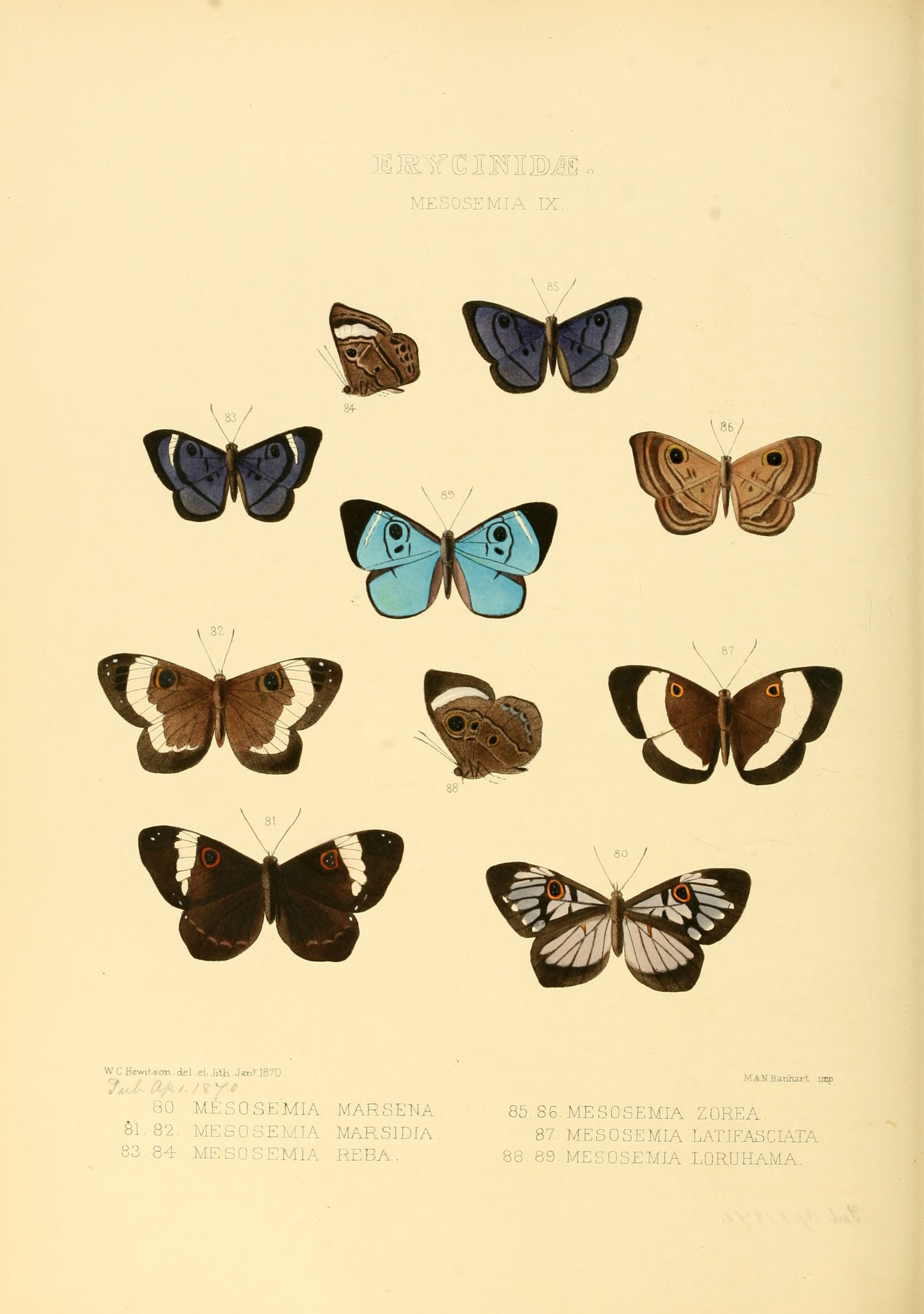